# Gesonia rusticula
Gesonia rusticula là một loài bướm đêm trong họ Noctuidae.